# André Robin
Pour les articles homonymes, voir Robin.
André Robin est un maître verrier angevin du XVe siècle, chargé de l'entretien des vitraux de la cathédrale d'Angers à compter de 1434. 
On lui doit la réalisation des deux grandes rosaces des transepts de la cathédrale Saint-Maurice d'Angers. Il reçut commande de l'évêché d'Angers pour ces vitraux, à la suite de l'incendie accidentel de la cathédrale survenu le 7 juillet 1451. Les travaux durèrent deux années.
La rosace nord représente le Jugement dernier, avec quinze signes de la fin du monde, entouré des Travaux des mois. La rosace sud représente le Christ entouré des vieillards de l'Apocalypse au milieu des signes du zodiaque.
Ensuite, il restaura les autres vitraux endommagés par l'incendie. Il travailla sur le chantier de la cathédrale en même temps que le maître d'œuvre Guillaume Robin.
Après 1452, André Robin reçut d'autres propositions de vitraux pour des monuments de la ville d'Angers. Il présenta un certain nombre de projets qu'il réalisa. On lui doit notamment, en 1466, les vitraux de la grande lucarne de la bibliothèque de la cathédrale d'Angers, ceux de la chambre des comptes du château d'Angers ainsi que ceux de l'Abbaye Saint-Serge d'Angers.

## Sources
1. ↑  Revue 303, N°70 de juillet 2001, pages 82/83
2. ↑  Christiane Prigent, Art et société en France au XVe siècle, 1999, 846 p. (ISBN 978-2-7068-1399-3, lire en ligne), p. 356.